# Cold World (album)
Cold World is het vierde studioalbum van de Amerikaanse metalband Of Mice & Men.

## Nummers
Alle teksten zijn geschreven door Austin Carlile, Alan Ashby and Aaron Pauley.

| 1.                 | Game of War   | 4:00 |
| 2.                 | The Lie       | 3:24 |
| 3.                 | Real          | 3:12 |
| 4.                 | Like a Ghost  | 4:47 |
| 5.                 | Contagious    | 3:12 |
| 6.                 | -             | 1:10 |
| 7.                 | Pain          | 3:43 |
| 8.                 | The Hunger    | 4:02 |
| 9.                 | Relentless    | 3:26 |
| 10.                | Down the Road | 3:22 |
| 11.                | +             | 1:24 |
| 12.                | Away          | 3:53 |
| 13.                | Transfigured  | 3:58 |
| Totale duur: 43:33 |               |      |